# Jelisaweta Sergejewna Kruglikowa

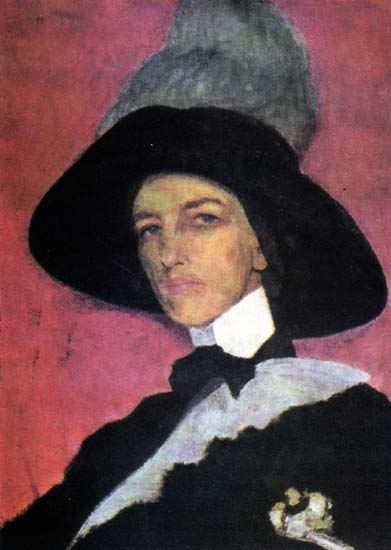
Jelisaweta Kruglikowa (Selbstporträt 1910)

Jelisaweta Sergejewna Kruglikowa (russisch Елизаве́та Серге́евна Кру́гликова, französisch Elizabeth de Krouglicoff; * 19. Januarjul. / 31. Januar 1865greg. in St. Petersburg; † 21. Juli 1941 in Leningrad) war eine russische Grafikerin und Malerin.

## Leben
Jelisaweta Kruglikowas Eltern waren Sergej Nikolajewitsch Kruglikow (1832–1910) und Olga Juljewna geb. Nejman (1836–1922). Ihr Großvater war der bekannte Zeichner und Schattenriss-Liebhaber Nikolaj Alexandrowitsch Kruglikow (1788–1868).
Kruglikowa studierte 1890–1895 als Gasthörerin an der Moskauer Hochschule für Malerei, Bildhauerei und Architektur. 1895–1914 lebte sie in Paris, wo sie die Académie Vitti und die Académie Colarossi besuchte. 1909–1914 hielt sie in der Akademie La Pallette den Kurs Radierung ab. 1922–1929 lehrte sie Grafik an der Russischen Kunstakademie in Leningrad.
Kruglikowas Grab befindet sich auf dem Wolkowo-Friedhof im Ehrenabschnitt Literatorskije Mostki (Literatenbrücken) in St. Petersburg. Werke der Künstlerin befinden sich im Maximilian-Alexandrowitsch-Woloschin-Museum in Koktebel auf der Krim, im Kalugaer Oblast-Kunstmuseum und im Rostower Oblast-Museum für Darstellende Kunst.